# Glomenghem
Glomenghem is een gehucht in de Franse gemeente Aire-sur-la-Lys in het departement Pas-de-Calais. Het ligt in het uiterste westen van de gemeente, ruim vier kilometer ten westen van het stadscentrum van Aire-sur-la-Lys en tegen de grens met buurgemeente Mametz. Glomenghem ligt aan de Leie.

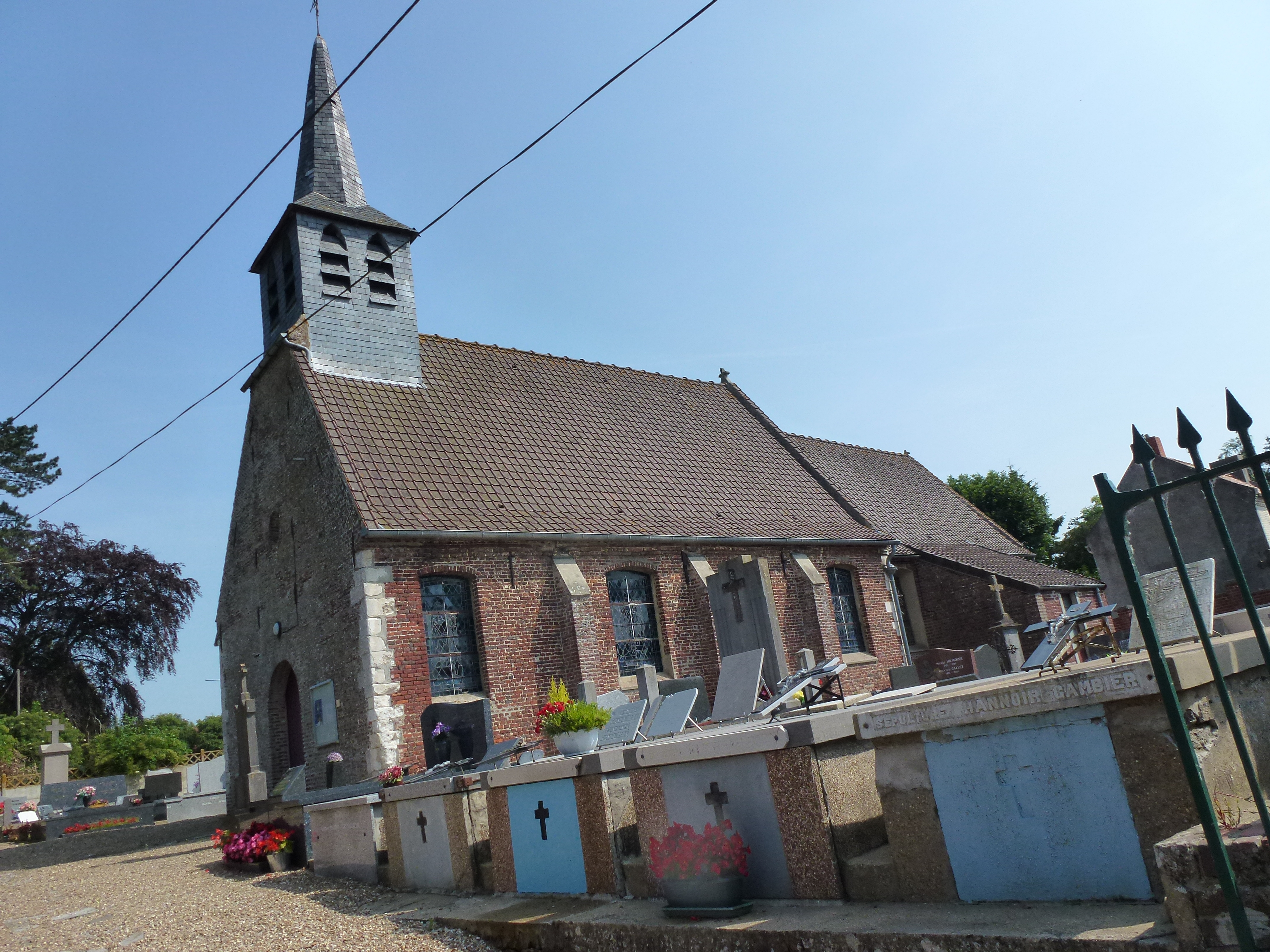
Église Saint-Martin

## Geschiedenis
Een oude vermelding van de plaats gaat terug tot de 11de eeuw als Gomelinghehem. De kerk van Glominghem was een hulpkerk van de kerk van Rincq, die in tegenstelling tot andere plaatsen bij Aire-sur-la-Lys, niet afhing van het kapittel van de Église Saint-Pierre van Aire, maar van de Sint-Augustinusabdij bij Terwaan.
Op het eind van het ancien régime werd Glomenghem ondergebracht in de gemeente Aire-sur-la-Lys. In 1857 dienden de inwoners van Rincq en Glomenghem een verzoek in bij de burgemeester van Aire-sur-la-Lys voor de afsplitsing in een zelfstandige gemeente. De gemeenteraad stemde in met het voorstel, maar de onderprefect in Sint-Omaars weigerde de administratieve procedure te starten.

## Bezienswaardigheden
- De Église Saint-Martin.

Aire-sur-la-Lys · Garlinghem · Glomenghem · Grand Neufpré · Houleron · La Jumelle · La Lacque · Lenglet · Mississippi · Moulin le Comte · Pecqueur · Petit Neufpré · Rincq · Saint-Martin · Saint-Quentin · Widdebrouck

Lijst van Franse gemeenten · Arrondissement Sint-Omaars · Pas-de-Calais · Hauts-de-France